# Edna Plumstead
Edna Pauline Plumstead, geborene Janisch, (* 15. September 1903 in Kapstadt; † 23. September 1989 in Johannesburg) war eine südafrikanische Paläobotanikerin. Sie war eine führende Expertin für die Geologie und Paläobotanik von Gondwana. Ihr offizielles botanisches Autorenkürzel lautet „Plumst.“.

## Leben
Plumstead, die mit ihrer Familie mit acht Jahren nach Johannesburg zog und dort die Schule besuchte, studierte ab 1921 Geologie an der University of Witwatersrand in Johannesburg mit dem Bachelor-Abschluss 1924 und dem Master-Abschluss 1926 mit Auszeichnung (für ihn erhielt sie auch die erste Corstorphine Medal der Geological Society of South Africa). Anschließend ging sie mit einem Stipendium an die Universität Cambridge, wo sie unter Hamshaw Thomas (1885–1962), einem Schüler des emeritierten Albert Charles Seward, südafrikanische Kohle studierte. 1928 war sie gezwungen, das Studium vor der Promotion abzubrechen, da die University of Witwatersrand sie als Dozentin (Lecturer) zurückrief. Schon damals wurde sie Anhängerin der Kontinentalverschiebungstheorie von Alfred Wegener. Sie fand erheblich größere Ähnlichkeiten in der Paläoflora der von ihr studierten südafrikanischen Kohle zu der in Australien als zu der zum Beispiel in England. 1929 verfestigte sich ihre Überzeugung beim Besuch des Internationalen Geologenkongresses, der damals in Südafrika stattfand, unter Beteiligung von Anhängern der Kontinentalverschiebung wie Alexander Du Toit und Seward. 1934 heiratete sie den Bergbauingenieur Edric Plumstead und wurde Hausfrau und Mutter von fünf Kindern. 1947 kehrte sie als Senior Lecturer an die Universität von Witwatersrand zurück, nachdem durch den Zweiten Weltkrieg ein Mangel an Dozenten bestanden hatte. Ab 1965 war sie am Bernard Price Institute for Palaeontological Research der University of Witwatersrand.

## Werk
Plumstead studierte in den 1960er Jahren die in der Antarktis gefundenen Gondwana-Pflanzenfossilien und wurde zu einer entschiedenen Verfechterin der Kontinentalverschiebungstheorie aufgrund der Ähnlichkeit mit anderen Pflanzenfossilien in Südafrika, Indien, Australien und Südamerika, alles Teile des ehemaligen Gondwana-Kontinents. Das Leitfossil Glossopteris war schon seit langem ein Argument der Befürworter dieser Theorie, die auch in den Ländern wie Südafrika, die geologisch zu Gondwana gehörten, unter Geologen die größte Unterstützung fand. Gegner kritisierten allerdings das Fehlen eines plausiblen Mechanismus für die Wanderung der Kontinente; die Theorie setzte sich erst Ende der 1960er Jahre in erster Linie durch meeresgeologische Untersuchungen durch. Plumstead und bald darauf auch Wirbeltierpaläontologen wie der Südafrikaner James Kitching sorgten dabei frühzeitig durch detaillierte Untersuchungen für Unterstützung von paläontologischer Seite.
Bekannt wurde Plumstead auch dadurch, dass sie 1950 die ersten reproduktiven Organe von Glossopteris fand. Sie entdeckte sie in der Fossiliensammlung des Sammlers und Schreiners S. F. le Roux, als sie mit Studenten die Typlokalität der Steinbrüche der Vereeniging Brick and Tile Co. im Karoo-Hauptbecken in Vereeniging nahe Johannesburg besuchte. Sie sorgte anschließend für ein Stipendium für Le Roux zum Studium der Paläobotanik und sammelte regelmäßig mit diesem (ihre Sammlung ist nun im Bernard Prince Institute). Die Entdeckung der Fortpflanzungsorgane führte auch zu einer Revision der Klassifikation der Glossopteris-Arten, die vorher nur nach den Blättern klassifiziert worden waren. Anfangs ordnete sie Glossopteris den Samenfarnen zu, dann meinte sie aber bei der Gattung Scutum Hinweise auf deren bisexuelle Natur gefunden zu haben und betrachtete sie als Vorläufer der Bedecktsamer (Angiospermen).

## Ehrungen
Edna Plumstead war Fellow der Royal Society of South Africa. 1973 erhielt sie die South Africa Medal in Gold und sie erhielt die Chrestien Mica Gondwanaland Medal der Geological Society of India. Das Plumstead Valley in der Antarktis trägt seit 1964 ihren Namen.

## Schriften
- Coal in South Africa, Witwatersrand University Press 1957
- Fossil floras of Antarctica, London: Trans-Antarctic Expedition 1955–1958, Scientific Report Geology, Band 9, 1962, S. 1–154 (mit Anhang von Richard Kräusel über fossile Hölzer)
- Palaeobotany of Antarctica, in R. J. Adie, Antarctic Geology, North Holland 1964, 637–654
- Glimpses into the history and prehistory of Antarctica, Antarktiese Bulletin, 9, 1965, 1–7
- Three Thousand Million Years of Plant Life in Africa, Johannesburg: Geological Society of South Africa, 1969
- A new assemblage of plant fossils from Milorgfjella, Dronning Maud Land, British Antarctic Survey, Scientific Report 83, 1975, 1–30